# Dogrib (Sprache)
Dogrib (Tłı̨chǫ oder Tłı̨chǫ Yatıì) ist eine athapaskische Sprache, die von den Dogrib-Indianern im kanadischen Territorium Nordwestterritorien gesprochen wird. Statistiken in Kanada zufolge gab es 2021 1.735 Menschen, deren Muttersprache Dogrib ist.
Die Sprachregion Dogrib bedeckt die nördliche Küste des Großen Sklavensees, fast bis hin zum Großen Bärensee reichend. Behchokǫ̀ ist die größte Gemeinde in der Region Dogrib.